# 伯氏擬圓鰭魚
伯氏擬圓鰭魚，為輻鰭魚綱鮋形目杜父魚亞目絨杜父魚科的其中一種，為溫帶海水魚，分布於西北太平洋日本海至鄂霍次克海、白令海海域，棲息深度20-200公尺，體長可達7公分，棲息在底層水域，生活習性不明。

## 扩展阅读
維基物種上的相關：伯氏擬圓鰭魚